# Varga Károly (színművész)
Varga Károly (Budapest, 1951. február 27. – Budapest, 2005. január 13.) magyar színész.

## Életpálya
Pályáját az Egyetemi Színpadon kezdte 1970–1972 között. 1972-től a Bartók Gyermekszínházban szerepelt. 1977-ben diplomázott színészként a Színház- és Filmművészeti Főiskolán, Kazán István osztályában. Először a kecskeméti Katona József Színház szerződtette. 1978-tól egy évadot a győri Kisfaludy Színházban töltött. 1979–1985 között a szolnoki Szigligeti Színház tagja volt. 1985–1989 között a Szegedi Nemzeti Színház művésze volt. 1989–1995 között a budapesti Arany János Színházban játszott. 1995-től szabadfoglalkozású színművész volt. 2005. január 13-án hunyt el.

## Fontosabb színházi szerepei
- Katona Imre: Passió magyar versekben...Krisztus
- Alexandre Dumas: A három testőr...Porthos; Rochefort
- Ábrahám Pál: Bál a Savoyban... Pomerol
- William Shakespeare: Vízkereszt vagy amit akartok... Keszeg András
- William Shakespeare: Hamlet... színészkirály
- William Shakespeare: Troilus és Cressida... Patroclus
- Bertolt Brecht – Kurt Weill: Koldusopera... Tojás Ede
- Carl Sternheim: A kazetta... Alfons Seidenschnur, fényképész
- Fejes Endre: Vonó Ignác... Zászlós; Pincér
- Weöres Sándor: Holdbéli csónakos... Memnon, szerecsen fejedelem
- Eisemann Mihály – Szilágyi László: Zsákbamacska... Nózinger
- Iszaak Oszipovics Dunajevszkij: Szabad szél... Foma
- Hubay Miklós – Ránki György – Vas István: Egy szerelem három éjszakája... Károly, egy szigorú költő
- Gágyor Péter: A kertészlegény királysága... János
- Viktor Rozov: Szállnak a darvak... Vlagyimir, a fia
- Pierre Barillet – Jean-Pierre Grédy – Nádas Gábor – Szenes Iván: A kaktusz virága... Igor
- Galt MacDermot – Gerome Ragni – James Rado: Hair... Hud
- Alexander Breffort – Margauerite Monnot: Irma, te édes... Robi
- Jerry Bock: Hegedűs a háztetőn... Lázár Wolf
- Andrew Lloyd Webber – Tim Rice: Jézus Krisztus szupersztár... Kajafás
- Ábrahám Pál: Viktória... Jancsi
- Szigligeti Ede: Liliomfi... Liliomfi
- Illyés Gyula – Litvai Nelli: Szélkötő kalamona... Kalamona
- Bródy Sándor: A tanítónő... prímás
- Szakonyi Károly: Vidám finálé... Stekó úr
- Kacsóh Pongrác: János vitéz... csősz

## Filmek, tv
- Francia tanya (1972)
- Zendül az osztály (1975)
- A Pogány Madonna (1981)...Vályi Zoltán
- Képvadászok (1986)
- Könnyű vér (1990)
- Szomszédok (sorozat) 173. rész (1993)...Bajuszos beteg a kórházban
- Ének a csodaszarvasról (rajzfilm 2002)...szinkronhang